# Деян Ангелов
Деян Ангелов е български актьор. Той е брат близнак на Дарин Ангелов, с когото често си партнират на театралната сцена.

## Ранен живот
Роден е на 30 август 1980 г. Учи пантомима в НАТФИЗ „Кръстьо Сарафов“ с худ. ръководител професор Васил Инджев (1999 – 2000) и актьорство за драматичен театър при професор Стефан Данаилов (2000 – 2004).

## Театрални роли
Още като студент играе в седем постановки на Народен театър „Иван Вазов“. Понастоящем е актьор в Младежкия театър „Николай Бинев“. Играл е в четири постановки, отличени с Аскеер за най-добро представление. Участва в повечето представленията на Младежкия театър. Последната му роля е в постановката „Черна комедия“, режисирана от Петър Кауков; Деян Ангелов е Харолд – колекционер на антики. Играе и на сцената на Театър 199.
- Мъжете – „Влюбена, сгодена, изчезнала“ от Щефан Фьогел, реж. Елена Панайотова, Театър 199 „Валентин Стойчев“
- Психотерапевтът-"Страх за опитомяване" от Оля Стоянова, реж.Стефан Спасов, Народен театър "Иван Вазов"
- "Облогът на паскал" от Хуан Майорга, реж.Проф. д-р Атанас Атанасов, Театър 199 "Валентин Стойчев"
- Зайко в "Мечо Пух" от Алън Милън,реж.Петър Минев, Младежки театър "Николай Бинев.
- "Оливър!" от Чарлз Дикенз, реж.Андрей Аврамов, Младежки театър "Николай Бинев".
- 1 Веронец-"Двамата веронци" от Уилиям Шекспир,реж.Борислав Чакринов, Младежки театър "Николай Бинев"
- Капитана-"Островът на съкровищата" от Кен Лудвиг,реж.Петър Кауков, Младежки театър "Николай Бинев".
- "Черна комедия" от Питър Шафър,реж.Петър Кауков, Младежки театър "Николай Бинев".
- "Карнавал.com" от Жорди Галсеран,реж.Нева Мичева, Младежки театър "Николай Бинев".
- "На ръба" от Александър Морфов,реж.Александър Морфов, Народен театър "Иван Вазов"
- "Дългия път на деня към нощта" от Юджин О'нийл, реж.Григор Павлов, Народен театър "Иван Вазов"
- "Майстори" от Рачо Стоянов,реж.Петринел Гочев, Народен театър "Иван Вазов"
- Христос-"Последното изкушение" от Никос Казандзакис,реж.Веселка Кунчева, Народен театър "Иван Вазов"
- "Neoдачници" от Максим Горки,реж.Иван Пантелеев, Народен театър "Иван Вазов"
- "Опит за летене" от Йордан Радичков,реж.Стоян Радев Ге. К., Народен театър "Иван Вазов"
- "Теремин: музика,любов и шпионаж" от Петър Зеленка,реж.Маргарита Кюркчиева, Народен театър "Иван Вазов"
- Вуйчо Ваньо- "Вуйчо Ваньо или не искам да си спомням нищо" от Антон Павлович Чехов,реж.Николай Ламбров-Михайловски,Народен театър "Иван Вазов"
- Виола – „Дванадесета нощ“ – реж. Крикор Азарян (Младежки театър „Николай Бинев“)
- Петър – „Хъшове“ – реж. Александър Морфов (Народен театър „Иван Вазов“)
- Итън – „Страхотни момчета“ – реж. Владимир Люцканов (Младежки театър „Николай Бинев“)
- „Аркадия“ – реж. Галин Стоев
- „Кралят елен“ – реж. Мариус Куркински
- „Зимна приказка“ – реж. Мариус Куркински
- „Бурята“ – реж. Александър Морфов
- „Веселите уиндзорки“ – реж. Ръсел Болъм
- „Идиот 2012“ – реж. Десислава Шпатова
- „Облогът на Паскал“ – реж. Атанас Атанасов
- „Дон Жуан“ – реж. Александър Морфов
- „Животът е прекрасен“ – реж. Александър Морфов
- „Ревизор“ – реж. Мариус Куркински
- Бернардо – „Хамлет“[2] – реж. Явор Гърдев
- Нероденото братче – „Синята птица“ – реж. Мариус Куркински
- Центурион – „Последното изкушение“ – реж. Веселка Кунчева
- Сципион – „Калигула“ – реж. Диана Добрева

Други постановки, в които участва в Младежкия театър, са, „Дванайсета нощ“, „В ледовете“, „Оливър“, „Пинокио“, „Мечо Пух“, „Копче за сън“. В Народния театър „Иван Вазов“ Деян Ангелов участва в представленията на режисьора Александър Морфов – „Дон Жуан“ и „Хъшове“, както и в екранната версия на спектакъла „Хъшове“.

## Кино и телевизия
Ню Имидж – България, ЮФО, НИМАР, Синемак, БНТ, Диема +, Три Т – Никита Михалков и други, The Way Back - Питър Уиър, музикални и рекламни видеоклипове.

## Кариера на озвучаващ актьор
Ангелов понякога се занимава с нахсинхронен дублаж на филми и сериали от 2003 г. до 2016 г. Първата му роля е Макс в „Клуб Маус“, а първият му филм е „Спирит“.
Заедно с брат си озвучават опосумите Краш и Еди в поредицата „Ледена епоха“. Останалите му озвучени роли са на Винс в „Голямото междучасие“, Валиант в „Храбрият гълъб“, Коди във „Всички на сърф“ и Джак Скреж в „Чудната петорка“. Измежду другите му роли в дублажа са:
| Актьор            | Заглавия | Роли   |
| ----------------- | --- | ------ |
| Джеси Маккартни   | Камбанка Камбанка и изгубеното съкровище Камбанка и спасяването на феите Камбанка и игрите на феите Камбанка и тайната на крилете Камбанка и феята пират                                          | Терънс |
| Рики Дишон Колинс | Голямото междучасие Ваканцията: Строго забранена | Винс   |
| Шон Уилям Скот    | Ледена епоха 2: Разтопяването Ледена епоха 3: Зората на динозаврите (дублаж на Александра Аудио) Ледена епоха: Мамутска Коледа Ледена епоха 4: Континентален дрейф Ледена епоха: Големият сблъсък | Краш   |

## Филмография
- „Леден сън“ (2005) - продавачът
- „Ерудитъ“ – реж. Андрей Слабаков
- „Турски гамбит“ – реж. Джаник Фаисиев – Русия
- „Механикът“ – реж. Долф Лунгренд
- „The Way Back“ („Бягството“) – реж. Питър Уиър
- „Gateway“ – реж. Кортни Соломон
- Приключенията на един Арлекин (4-сер. тв, 2007) – (в серия: IV)
- „Leatherface“ (2017) Alexandre Bustillo, Julien Maury
- „Бензин“ (2017) - Деян във влака
- "Mr.self (2019)- реж.Теодор Стамболиев.
- "Айах" (2019)- реж.Деен Айодежи.
- "Сандман" (2019)- реж.Теодор Стамболиев.
- "Розови венчелистчета" (2019), реж.Деян Ангелов..
- „Денят на бащата“ (2019), 6 серии – приятел 2
- „Чичо Коледа“ (2021) - адвокат
- „Мен не ме мислете“ (2022), реж. Димитър Димитров